# Anatoly Donchenko
Anatoly Donchenko (russisch Анатолий Георгиевич Донченко/Anatoli Georgijewitsch Dontschenko; * 1. September 1940) ist ein deutscher Schachspieler mit Wurzeln in der Sowjetunion.

## Leben
Im Finale des All-Union Burewestnik-Turniers 1964 in Sewastopol bezwang Donchenko als Meisteranwärter Spieler wie Wladimir Liberson und Wassili Bywschew. 1969 kam er bei der Meisterschaft der sowjetischen Streitkräfte in Riga auf 10,5 Punkte aus 17 Partien und wurde für dieses Resultat mit dem Titel Meister des Sports der UdSSR ausgezeichnet. 1972 und 1974 gewann er die Meisterschaft der Oblast Moskau. Beim Raud-Gedenkturnier 1972 in Viljandi erreichte er den dritten Platz vor Leonid Schamkowitsch und Alexei Suetin. Ende 1973 teilte Donchenko den zehnten Platz beim internationalen Turnier in Dubna, eine IM-Norm verfehlte er dabei um einen halben Punkt. 1976 wurde er Erster beim Turnier der Streitkräfte anlässlich des XXV. Parteitages der KPdSU in Moskau. Im nächsten Jahr teilte er den vierten Platz in der Meisterschaft der Russischen SFSR in Wolgograd.
Das Keres-Schachhaus-Turnier 1985 in Pärnu beendete Donchenko als Vierter. 1986 teilte er den ersten Platz mit Alexander Baburin und zwei weiteren Spielern beim Belawenez-Memorial in Smolensk. Mannschaftsschach spielte er seit den 1980er Jahren für den Schachklub einer Moskauer Kugellagerfabrik unter anderem bei der sowjetischen VCSPS-Meisterschaft, bei den sowjetischen und russischen Meisterschaften. Nach der Öffnung der Grenzen nahm er an einigen internationalen Turnieren teil. 1993 verlieh ihm die FIDE den Titel eines Internationalen Meisters.
2002 zog er zusammen mit seiner Frau Irina – ebenfalls Hobbyschachspielerin mit höchster Elo-Zahl 2058 – nach Deutschland und wechselte vom Russischen Schachverband zum Deutschen Schachbund. Vereinsschach spielt er in Deutschland für den SK 1858 Gießen. Als Senior erzielte er Erfolge auf nationaler Ebene, etwa der Sieg beim Senioren-Deutschland-Pokal 2007 (Gesamtwertung) und bei der Deutschen Senioren-Meisterschaft der Landesverbände 2010 in Eckernförde mit Hessen 1. Bei der Deutschen Seniorenmeisterschaft 2013 belegte er Platz 5. Auch international konnte sich Donchenko beweisen: 2002, 2003, 2004 und 2006 platzierte er sich in der Top 5 bei den Weltmeisterschaften der Senioren.
Donchenko ist ein ehemaliger Praporschtschik der sowjetischen Armee. Als Militärsportler vertrat er in den 1960er Jahren die Gruppe der Sowjetischen Streitkräfte in Deutschland, danach war er als Mitarbeiter an der Schukowski-Akademie tätig und spielte für den Moskauer Bezirk der Luftabwehr. Vor seiner Einwanderung nach Deutschland leitete er einen Schachklub in Moskau. Sein Sohn Alexander Donchenko (* 1998) ist ebenfalls Schachspieler und Großmeister seit 2015.